# Gare de Clermont-en-Argonne
Pour les articles homonymes, voir Gare de Clermont.
La gare de Clermont-en-Argonne est une gare ferroviaire française de la ligne de Saint-Hilaire-au-Temple à Hagondange, située sur le territoire de la commune de Clermont-en-Argonne, dans le département de la Meuse en région Grand Est.
Elle est mise en service en 1869 par la Compagnie des chemins de fer de l'Est. C'est une halte ferroviaire de la Société nationale des chemins de fer français (SNCF) desservie par des trains TER Grand Est.

## Situation ferroviaire
Établie à 219 m d'altitude, la gare de Clermont-en-Argonne est située au point kilométrique (PK) 244,150 de la ligne de Saint-Hilaire-au-Temple à Hagondange, entre les gares ouvertes des Islettes et de Verdun.

## Histoire
La station de Clermont-en-Argonne est mise en service le 12 août 1869 par la Compagnie des chemins de fer de l'Est, lorsqu'elle ouvre à l'exploitation la section de Sainte-Menehould à Aubréville.

## Service des voyageurs

### Accueil
Halte SNCF, c'est un point d'arrêt non géré (PANG) à accès libre.

### Desserte
Clermont-en-Argonne était jusqu'au 15 décembre 2013 desservie par les trains TER Lorraine qui effectuaient des missions entre les gares de Châlons-en-Champagne et de Verdun. Maintenant la gare est desservie par les cars TER Grand Est. 

### Intermodalité
Le stationnement des véhicules est possible à proximité de l'ancien bâtiment voyageurs.